# Грабівська сільська рада (Куликівський район)
Гра́бівська сільська́ ра́да — адміністративно-територіальна одиниця та орган місцевого самоврядування в Куликівському районі Чернігівської області. Адміністративний центр — село Грабівка.

## Загальні відомості
Грабівська сільська рада утворена у 1919 році.
- Територія ради: 31,61 км²
- Населення ради: 623 особи (станом на 2001 рік)

## Населені пункти
Сільській раді були підпорядковані населені пункти:
- с. Грабівка

## Склад ради
Рада складалася з 12 депутатів та голови.
- Голова ради: Кулик Іван Михайлович
- Секретар ради: Шолупець Лариса Миколаївна

### Керівний склад попередніх скликань
| Прізвище, ім'я, по батькові | Основні відомості                                                         | Дата обрання | Дата звільнення |
| --------------------------- | ------------------------------------------------------------------------- | ------------ | --------------- |
| Кулик Іван Михайлович       | Сільський голова, 1955 року народження, освіта вища, член Народної партії | 26.03.2006   | 31.10.2010      |
| Кулик Іван Михайлович       | Сільський голова, 1955 року народження, освіта вища, член Партії регіонів | 31.10.2010   |                 |

Примітка: таблиця складена за даними сайту Верховної Ради України

### Депутати
За результатами місцевих виборів 2010 року депутатами ради стали:

#### За суб'єктами висування
| Суб'єкт висування            | Кількість обраних депутатів | %    |
| ---------------------------- | --------------------------- | ---- |
| Партія регіонів              | 5                           | 41,7 |
| Самовисування                | 5                           | 41,7 |
| Комуністична партія України  | 1                           | 8,3  |
| Соціалістична партія України | 1                           | 8,3  |

#### За округами
| № округу                     | Прізвище, ім'я, по батькові     | Дата визнання обраним | Освіта  | Партійна приналежність             | Відомості про обраного депутата            |
| ---------------------------- | ------------------------------- | --------------------- | ------- | ---------------------------------- | ------------------------------------------ |
| Комуністична партія України  |                                 |                       |         |                                    |                                            |
| 5                            | Гуз Григорій Михайлович         | 02.11.2010            | вища    | член Комуністичної партії України  | ТОВ «Егрес-Агро», бригадир тракторбригади  |
| Партія регіонів              |                                 |                       |         |                                    |                                            |
| 1                            | Сміян Анатолій Іванович         | 02.11.2010            | середня | позапартійний                      | ТОВ «Егрес-Агро», тракторист               |
| 2                            | Казнадій Ніна Анатоліївна       | 02.11.2010            | середня | позапартійна                       | ТОВ «Егрес-Агро», бухгалтер                |
| 3                            | Дуброва Олена Володимирівна     | 02.11.2010            | середня | позапартійна                       | Грабівська загальноосвітня школа, кухар    |
| 4                            | Колесник Тетяна Костянтинівна   | 02.11.2010            | середня | позапартійна                       | ТОВ «Егрес-Агро», касир                    |
| 6                            | Шолупець Олена Олексіївна       | 02.11.2010            | середня | член Партії регіонів               | Орлівський ветпункт, завідувачка ветпункту |
| Соціалістична партія України |                                 |                       |         |                                    |                                            |
| 8                            | Шолупець Лариса Миколаївна      | 02.11.2010            | вища    | член Соціалістичної партії України | Грабівська сільська рада, секретар         |
| Самовисування                |                                 |                       |         |                                    |                                            |
| 7                            | Йовенко Олена Василівна         | 02.11.2010            | вища    | позапартійна                       | Грабівська загальноосвітня школа, вчитель  |
| 9                            | Кулик Тетяна Миколаївна         | 02.11.2010            | вища    | позапартійна                       | Грабівська загальноосвітня школа, вчитель  |
| 10                           | Шолупець Володимир Миколайович  | 02.11.2010            | середня | позапартійний                      | Грабівська загальноосвітня школа, вчитель  |
| 11                           | Грищенко Надія Володимирівна    | 02.11.2010            | вища    | позапартійна                       | Грабівська загальноосвітня школа, вчитель  |
| 12                           | Дерев'янко Валентина Вікторівна | 02.11.2010            | середня | позапартійна                       | ПП «Світанок», продавець                   |